# Lionel Martin
Cet article concerne le pionnier de l'automobile. Pour le saxophoniste et compositeur, voir Lionel Martin (saxophoniste).
Pour les articles homonymes, voir Martin.
Lionel Walker Birch Martin (né en 1878 en Cornouailles et mort en 1945) est un passionné de mécanique britannique, pionnier de l'automobile, fondateur de la marque automobile Aston Martin en 1913. Cependant, la marque ne commença à produire des voitures qu'en 1914.

## Biographie

### Fondation de Bamford & Martin Limited
En 1908, Lionel Martin ouvre l'atelier de réparation sur Abingdon Road dans le quartier de Kensington à Londres avec son ami et associé Robert Bamford et devient concessionnaire de la marque automobile anglaise Singer et préparateur de « Singer Ten » proposé sous la marque Bamford & Martin Limited (B&M). 
Les deux associés conçoivent leur propre prototype de course « Coal Scuttle » à base d'un châssis Isotta Fraschini (chez qui travaillent les frères Maserati) propulsé par un moteur 4 cylindres Coventry Climax de 1492 cm³ de 70 ch capable de vitesse de 115 km/h qu'ils font courir en 1913 pour concurrencer les Bugatti d'Ettore Bugatti.

### Fondation de la marque Aston Martin
En 1913, Lionel remporte contre toute attente la course de côte d'Aston-Clinton dans le Berkshire en Angleterre avec son bolide face aux concurrentes Stutz 4.9 L et les Bentleys 4.5 L. Fort de ce succès, Lionel Martin fabrique et commercialise son prototype « Coal Scuttle » en 1914 avec son associé Robert Bamford sous la marque Aston Martin (mélange de son nom et de la course qu'il a gagné).
En 1918, au lendemain de la première Guerre mondiale, la firme est sauvée financièrement par le richissime mécène et pilote de course américain d'origine polonaise Louis Zborowski. Lionel Martin prend la direction de la marque à la suite du retrait de Robert Bamford. À partir de 1920 Aston Martin développe et construit ses propres châssis et moteurs.
Le 24 mai 1922, l'Aston Martin Bunny enregistre 10 records du monde de vitesses à Brooklands et soutient une moyenne de plus de 125 km/h pendant 16H30. La firme débute en compétition le 15 juillet 1922, lors du Grand Prix de l’Automobile Club de France à Strasbourg

### Faillite et successions
En 1923, Lionel Martin décide de se lancer dans la commercialisation de modèle de série mais enregistre des résultats commerciaux catastrophiques avec 50 voitures produites entre 1921 et 1925. Louis Zborowski décide de se retirer de l'affaire malgré d'excellents résultats techniques et sportifs et se tue au volant d’une Mercedes au Grand Prix automobile d'Italie de 1924 à Monza. La marque fait faillite en novembre 1924 et est racheté en 1925 par la famille Benson qui conserve Lionel Martin à la direction technique. 
En 1926, l'ingénieur italien et pilote Augusto César Bertelli, William Somerville Renwick et Lord Charnwood rachètent Aston Martin mis en liquidation judiciaire en 1925 dont ils écartent définitivement Lionel Martin pour fonder Aston Martin Motors Ltd. L’entreprise est déplacée dans le quartier londonien de Feltham (Grand Londres) pour produire 19 voitures. 
En 1932, Aston Martin est à nouveau en faillite et renflouée par sir Arthur Sutherland qui place son fils Gordon  Sutherland à la direction et César Bertelli à la direction technique.
En 1947, Aston Martin est racheté par le puissant industriel milliardaire passionné d'automobile et de compétition David Brown qui fait entrer la marque dans son âge d'or et dans la légende avec ses initiales « DB » au centre d'une paire d'ailes déployées inspirée de la mythologie grecque comme sigle d'une marque synonyme d'exception (voiture haute couture des usines de Newport Pagnell, moteurs signés par leur monteur, testé un par un sur banc d'essai, tôle d'aluminium martelée à la main, cuir Conolly (en) ajusté au millimètre…).
À partir de 1972, Aston Martin est revendue à plusieurs repreneurs jusqu'à Ford en 1987 qui permet à la marque de perpétuer sa légende. 
Le 12 mars 2007, la marque est vendue par Ford en difficulté financière à David Richards avec d'excellents résultats financiers (vainqueur du championnat du monde des rallyes de 1981 aux côtés du Finlandais Ari Vatanen) et directeur de Prodrive depuis 1984 (fabricant de pièces détachées pour les voitures de course).